# Sally Jara
Sally Luz Jara Dávalos (sinh ngày 15 tháng 7 năm 1994 tại San Lorenzo) là một người mẫu và người đẹp người Paraguay. Cô chiến thắng trong cuộc thi và được trao vương miện Nuestra Belleza Paraguay 2014. Cô cũng tham gia thi đấu tại cuộc thi Hoa hậu Hoàn vũ 2014 nhưng cuối cùng ra về mà không được xếp hạng.

## Đầu đời
Jara là một người mẫu và cựu Hoa hậu Bang Central Paraguay. Cô có bằng cử nhân về Thiết kế Nội thất.

## Các cuộc thi

### Hoa hậu Paraguay 2013
Vào năm 2013, cô đại diện cho bang Central tham gia cuộc thi Hoa hậu Paraguay 2013, một cuộc thi được tổ chức hàng năm ở Paraguay nhưng không phải là cuộc thi sơ bộ cho 4 cuộc thi hoa hậu được ví như grand slam, cô là Á hậu 1 của cuộc thi này.

## Nuestra Belleza Paraguay 2014
Jara tham gia cuộc thi Nuestra Belleza Paraguay 2014 (Hoa hậu Hoàn vũ Paraguay 2014) đại diện cho bang Amambay và giành chiến thắng. Cuộc thi được tổ chức tại Yacht & Golf Club Paraguayo vào ngày 13 tháng 9 năm 2014. Trong khi đó, tại cùng một sự kiện, các thí sinh được trao vương miện Hoa hậu Thế giới Paraguay, Hoa hậu Quốc tế Paraguay và Hoa hậu Trái đất Paraguay 2014.

## Reina Hispanoamericana 2014
Trước khi tham gia cuộc thi Hoa hậu Hoàn vũ, cô đại diện cho đất nước của mình tại cuộc thi năm 2014 của Reina Hispanoamericana được tổ chức tại Santa Cruz, Bolivia. Cô đã không được xếp hạng trong cuộc thi này.

## Hoa hậu Hoàn vũ 2014
Jara đại diện cho Paraguay tại Hoa hậu Hoàn vũ 2014 nhưng cuối cùng ra về mà không được xếp hạng.